# Хайнрих XXIV (Шварцбург)
Хайнрих XXIV фон Шварцбург (на немски: Heinrich XXIV von Schwarzburg; „der Streitbare“; * ок. 1388, дворец Бланкенбург, Шварцбург-Рудолщат, Тюрингия; † 7 октомври 1444, Арнщат) е граф на Шварцбург-Зондерсхаузен-Бланкенбург.

## Произход
Той е син на граф Гюнтер XXX фон Шварцбург (1352 – 1416) и съпругата му Анна фон Лойхтенберг (1354 – 1423), дъщеря на ландграф Йохан I фон Лойхтенберг (1334 – 1407) и Мацела (Метце) фон Розенберг (–1380). Брат му Гюнтер XXXIII е архиепископ на Магдебург (1403 – 1445).
Хайнрих XXIV фон Шварцбург умира на 7 октомври 1444 г. в Арнщат на 56 години и е погребан там.

## Фамилия
Хайнрих XXIV фон Шварцбург се жени ок. 1413 г. в Брауншвайг за принцеса Катарина фон Брауншвайг-Волфенбютел (* ок. 1388; † между 3 май 1436 и 26 ноември 1439) от род Велфи, дъщеря на херцог Фридрих I фон Брауншвайг-Волфенбютел († 1400) и Анна фон Саксония-Витенберг († 1440). Той има с нея децата:
- Анна фон Шварцбург-Бланкенбург (* 23/26 януари 1416; † 24 декември 1481), омъжена на 16 юни 1435 г. в Зондерсхаузен за граф Бото VII фон Щолберг-Вернигероде († 15 март 1455)
- Хайнрих XXVI фон Шварцбург-Бланкенбург (* 23 октомври 1418; † 26 ноември 1488), граф на Шварцбург-Бланкенбург (1444 – 1488), във Вахселбург 1450, женен на 15 юли 1434 г. в Клеве за принцеса Елизабет фон Клеве († 1488)
- Маргарета фон Шварцбург-Бланкенбург (* 15 април 1421; † млада)